# پل کراک
پل کراک (انگلیسی: Paul Crake؛ زادهٔ ۶ دسامبر ۱۹۷۶) دوچرخه‌سوار اهل استرالیا است. 
وی توانسته است در زمان ۹ دقیقه و ۳۳ ثانیه پله‌های ساختمان امپایر استیت را با دوچرخه بالا برود.